# 雨宮駅
雨宮駅（あめのみやえき）は、かつて長野県千曲市大字雨宮にあった長野電鉄屋代線の駅である。駅番号はY3。2012年4月1日の屋代線廃線にともなって廃駅となった。

## 歴史
- 1922年（大正11年）6月10日：河東鉄道により開業[1]。
- 1926年（大正15年）9月30日：河東鉄道と長野電気鉄道が合併し、長野電鉄が発足したことに伴い、河東線の駅となる。
- 1965年（昭和40年）4月1日：貨物営業廃止。
- 1983年（昭和58年）
  - 8月14日：手小荷物営業廃止。
  - 10月27日：交換設備が撤去され[1]、停車場から停留場に変更される。
- 1991年（平成3年）1月26日：駅員無配置。
- 2002年（平成14年）9月18日：路線名改称により、屋代線の駅となる。
- 2012年（平成24年）4月1日：屋代線廃止により廃駅[1]。

## 駅構造
かつては相対式ホーム2面2線だったが、廃止時は単式ホーム1面1線を有する地上駅であった。使われなくなったホームはそのまま路線廃止時まで残っていた。
もともと有人駅だったが、廃止時は無人駅であった。

## 利用状況
1日あたり乗車人員は次のとおりであった。
| 乗車人員推移 | 乗車人員推移 |
| 年度         | 1日平均人数  |
| ------------ | ------------ |
| 1999         | 47           |
| 2000         | 41           |
| 2001         | 25           |
| 2002         | 28           |
| 2003         | 25           |
| 2004         | 25           |
| 2005         | 26           |
| 2006         | 28           |
| 2007         | 23           |
| 2008         | 20           |
| 2009         | 23           |
| 2010         | 30           |
| 2011         | 26           |

## 駅周辺

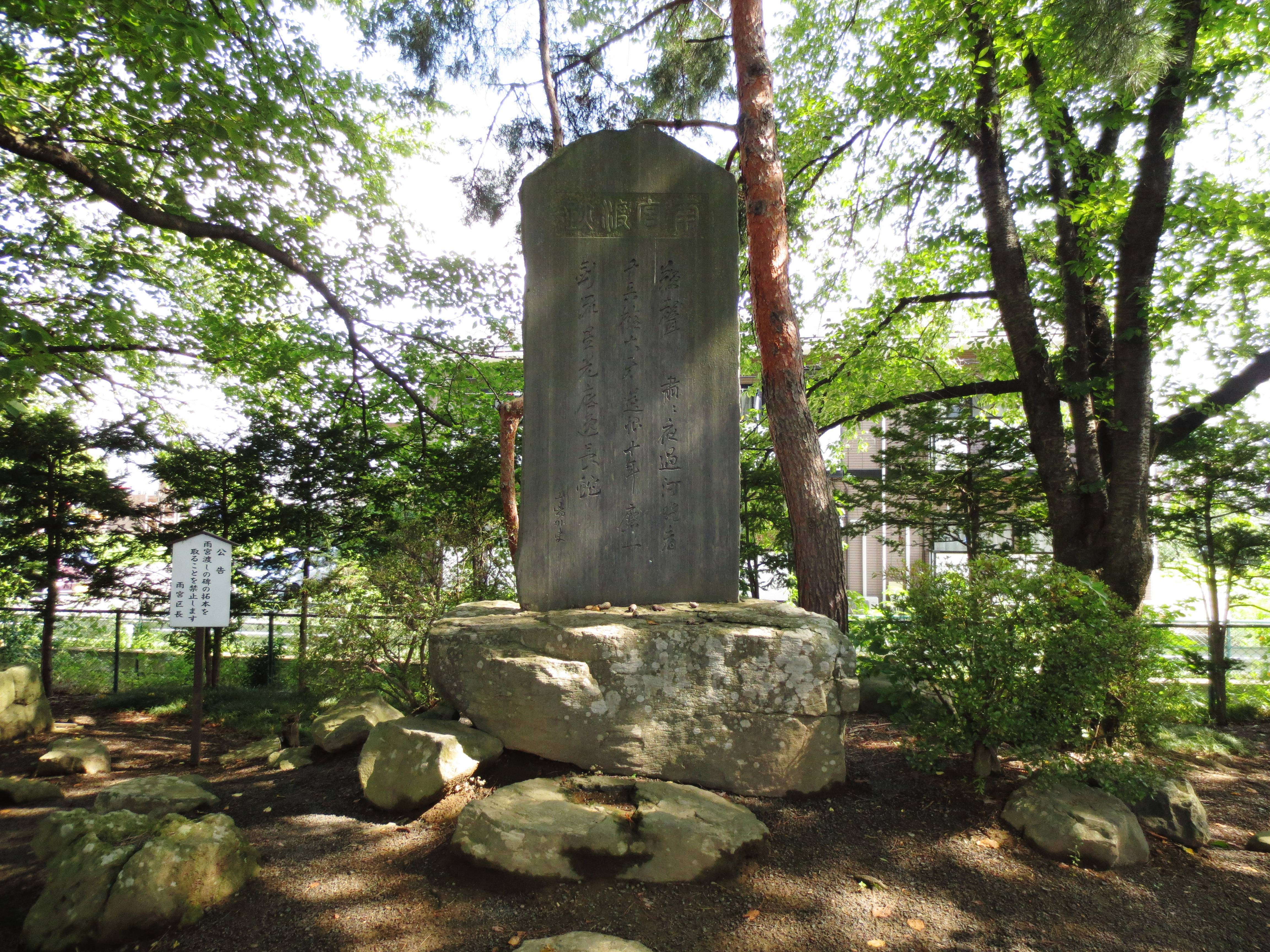
雨宮の渡し

- 更埴ジャンクション - 長野自動車道、上信越自動車道
- 雨宮郵便局
- 国道403号
- 雨宮北町バス停（長電バス屋代須坂線）
  - 朝夕のみ通行。日中は雨宮東バス停が最寄りとなる。最も近くに乗合タクシーの雨宮会館前バス停があるがデマンド方式なため予約が必要である。
- 雨宮の渡し跡
- 雨宮坐日吉神社 - 橋桁から獅子頭をつけた数人を逆さ吊りする3年に1度の奇祭で知られる。[3]
- 佐久間象山自作の大砲試射地
- 土口将軍塚古墳
- 倉科将軍塚古墳
- 生仁城（唐崎山城）跡

## 廃止後
ホームは廃止後1年ほど残ったが解体され更地化されたのち、千曲市消防団第2分団の詰所が建てられた。
消防団詰所前にある駐輪場は元々当駅もので2023年時点でも残されている。
最寄りのバス停は雨宮会館前バス停で千曲市循環バスの東部線が利用可能。
屋代線廃止後は付近に屋代線代替バス路線が設定され当駅の最寄りのバス停は雨宮北町バス停だが、この区間は朝夕のみの運行であり、日中は南側の住宅街を通行するためその付近にある雨宮東バス停が最寄りとなる。

## 隣の駅
長野電鉄
■屋代線
東屋代駅 (Y2) - 雨宮駅 (Y3) - 岩野駅 (Y4)